# 霸王奪姬
《霸王奪姬》（英語：David and Bathsheba）是一部1951年的美國特藝七彩古裝史詩片，根據《舊約聖經》裏大衛王的故事改編。講述了大衛成為以色列國王以後的事蹟，以及他和烏利亞之妻拔示巴的關係。

## 劇情概要
大衛是以色列王國的第二位國王，當約櫃抵達耶路撒冷聖城時，一名士兵伸手想要穩住它卻被擊身亡。先知拿單警告這是上帝的旨意，但大衛王卻表示懷疑，認為那個士兵不過是酗酒加熱中風。然而以色列的人民因受不了旱災，都紛紛效仿那名士兵伸手去觸碰約櫃，希望以死解脫。大衛因此後悔不已，遂作懺悔以尋求慰藉，祈禱上帝降下甘霖。編劇鄧恩說：「至於從天而降的甘霖究竟是上帝的賜福，還是地中海氣候自然變化的結果，就留給觀衆自行決定了。」

## 主要角色
- 葛雷哥萊·畢克 飾 大衛王
- 蘇珊·海華 飾 拔示巴
- 基隆·摩爾（英语：Kieron Moore） 飾 烏利亞（英语：Uriah the Hittite）
- 雷蒙德·梅西（英语：Raymond Massey） 飾 拿單
- 詹姆士·羅伯森·賈斯庭（英语：James Robertson Justice） 飾 亞比篩

## 外部連結
- 互联网电影数据库（IMDb）上《霸王奪姬》的资料（英文）
- AllMovie上《霸王奪姬》的资料（英文）
- 爛番茄上《霸王奪姬》的資料（英文）
- 開眼電影網上《霸王奪姬》的資料 （繁體中文）
- 香港外語電影資料網上《霸王奪姬 （页面存档备份，存于）》的資料 （繁體中文）
- 豆瓣电影上《霸王奪姬》的資料 （简体中文）